# Srebroń i ja
Srebroń i ja, także: Srebrzynek i ja (hiszp. Platero y yo) – jedno z najpopularniejszych dzieł hiszpańskiego poety, Juana Ramóna Jiméneza, opisujące w poetycki sposób historię przyjaźni między osłem, Srebroniem lub Srebrzynkiem, a jego właścicielem. Książka uważana jest za klasyczną lekturę dziecięcą oraz jedno z najlepszych dzieł uniwersalnych zeszłego wieku.

## Okoliczności powstania
Juan Ramón Jiménez napisał dzieło podczas pobytu w Moguer. Jest ono zbiorem jego wspomnień z młodzieńczych lat spędzonych w Andaluzji. W młodości autor posiadał wiele osłów i w książce przedstawia wspomnienia swej przyjaźni z nimi - historia Platero jest syntezą wielu różnorodnych doświadczeń z kontaktów z tymi zwierzętami. Imię tytułowego zwierzęcia pochodzi od cechy charakterystycznej jego wyglądu – srebrzystej sierści (hiszp. plata - „srebro”). Podtytuł "Elegia andaluzyjska" sugeruje, że inspiracją dla poety były tematy typowe dla elegii, czyli  utrata i przemijanie - w tym wypadku, utrata i przemijanie dzieciństwa i młodości, lecz także śmierć ludzi i zwierząt, cały czas obecna w utworze pomimo pozornej poetyckiej łagodności obrazów.

## Wydania
Książka została opublikowana trzykrotnie. Pierwsze wydanie z 1914 roku, opublikowane przez wydawnictwo "La Lectura", składało się z 74 rozdziałów. W tym samym roku dyrektor wydawnictwa, Francisco Acebal, zachęcony sukcesem pierwszego wydania opublikował dzieło bez zgody autora, pod nazwą "książeczki szkolnej" (Libro escolar). Niezadowolony z takiego obrotu sprawy poeta określał odtąd tę edycję mianem "skradzionego osła". W 1917 roku wydawnictwo Calleja opublikowało drugą, pełną edycję, która zawiera 138 rozdziałów. Pierwsza wersja, traktowana jako bardziej odpowiednia dla dzieci, nie zawiera rozdziałów, w których autor przedstawia m.in. cierpienie ludzi i zwierząt, biedę i głód panujący wówczas w Moguer oraz krytykę społeczną, obrazy hipokryzji, niesprawiedliwości i dyskryminacji osób marginalizowanych.

## Gatunek
Mimo że książka zawiera wiele cech, które kwalifikują ją do literatury dziecięcej, nie została ona przeznaczona dla dzieci. Została stworzona z myślą o każdym odbiorcy, zarówno dorosłym jak i dziecięcym. Sam autor zarzekał się, że nigdy nie pisał ani nie będzie pisać dla dzieci, ponieważ uważa, że dziecko może czytać te same książki co dorosły. Historia Jiméneza cieszyła się jednak popularnością głównie w środowisku dziecięcym, co potwierdza fakt, iż książka trafiła na listę lektur szkolnych w Hiszpanii i krajach hiszpańskojęzycznych w XX i XXI wieku.

## Treść
Kompletna wersja książki stanowi zbiór 138 niepowiązanych ze sobą krótkich rozdziałów, które opowiadają o wędrówkach narratora wraz z ukochanym osłem po jego rodzinnym miasteczku – Moguer. Każdy z rozdziałów zajmuje jedną lub dwie strony i tworzy osobny epizod. Czas, w którym rozgrywa się akcja opowieści, to pełny rok – toczy się od lutego do lutego. Narrator dzieli się ze zwierzęciem swoimi emocjami, wrażeniami, spostrzeżeniami na temat świata. W opowieści występuje wiele innych zwierząt, tj. pies, kaczki, różnego rodzaju ptaki. Poeta skupia się na każdym, nawet najmniejszym szczególe natury (polny kwiat, śpiew świerszcza). Autor przedstawia w swoim dziele życie, które toczy się w Moguer oraz zmieniający się tam krajobraz wraz z nadejściem kolejnych pór roku.

## Bohaterowie
1. Narrator – przyjmuje się, że narratorem opowieści jest sam poeta Juan Ramón Jiménez, który między innymi w trakcie przemowy na Uniwersytecie w Puerto Rico, przyznał, że spędzał czas ze swoim osłem, który był dla niego pomocą, dzielił z nim swoje emocje[7].
2. Platero (Srebrzynek, Srebroń) – osiołek, przyjaciel narratora, mały, włochaty i delikatny. Jest odzwierciedleniem osobowości poety. Platero stanowi symbol wszystkich osłów, które posiadał poeta.
3. Diana – biała suczka, która śpi między kopytkami Srebrzynka
4. Victoria, Lola, Blanca, Pepe – siostrzenice poety
5. Darbón – lekarz Srebrzynka. Mimo swojego nieokrzesanego wyglądu, jest wrażliwym mężczyzną, który dobrze dogaduje się z Srebrzynkiem oraz siostrzenicami poety.
6. Inni - sąsiedzi z wioski, z którymi rozmawia narrator.

## Język i styl
Dzieło to poetycka narracja napisana prozą. Język jest bogaty i wyszukany, pełen przymiotników, metafor, personifikacji. Ponadto, w książce znajdują się liczne andalucyzmy – słowa typowe dla hiszpańskiego regionu Andaluzji. Tekst zawiera również fragmenty popularnych pieśni oraz wers sonetu Shakespeare’a. Oprócz wymienionego dramaturga, poeta wspomina również w swoim dziele inne, znane osobowości (np. Fra Angélico, Piero di Cosimo, Courbet i Böcklin), które przypominają mu dzieciństwo. Dzieło jest bogate w szczegółowe opisy andaluzyjskiej przyrody.

## Przekłady na język polski
Utwór został udostępniony polskim czytelnikom w trzech wersjach (dwa przekłady Floriana Śmiei oraz jeden Janusza Strasburgera). Pierwszy polski przekład to Srebroń i ja Floriana Śmiei (Oficyna Poetów i Malarzy, Londyn, 1961) drugi to Srebrzynek i ja, w przekładzie Janusza Strasburgera (Pax, Warszawa, 1962). Są to dwa konkurencyjne przekłady, które różnią się przede wszystkim tytułami. Florian Śmieja przetłumaczył imię bohatera książki jako „Srebroń”, fonetycznie bliższe oryginałowi dzięki grupom spółgłoskowym r/sr/br oraz miękkim „n”.  Imię nadane przez Janusza Strasburgera jest z kolei bardziej pieszczotliwe i miękkie, jak sam tytułowy osiołek. Florian Śmieja przełożył czterdzieści dziewięć utworów ze stu trzydziestu ośmiu składających się na oryginał. Spośród nich, sześć nie zostało uwzględnionych przez Strasburgera. Najnowsza polska wersja książki to drugi, kompletny przekład Floriana Śmiei z 1997 roku – Platero y yo. Srebroń i ja (Wydawnictwo Wacław Bagiński, 1997).